# 大布赖滕巴赫
大布赖滕巴赫（德語：Großbreitenbach，發音：[ɡʁoːsˈbʁaɪtn̩bax] ⓘ）是德国图林根州伊尔姆县的城市，面积80.76平方千米，2023年12月31日人口为5,882人。2019年1月1日，市镇阿尔滕费尔德、伯伦、弗里德斯多夫、吉勒斯多夫、黑尔施多夫、伦施泰格地区诺伊施塔特和维尔登施普灵并入大布赖滕巴赫。